# Lehlohonolo Ledwaba
Lehlohonolo Ledwaba (* 27. Juli 1971 in Soweto, Südafrika; † 2. Juli 2021) war ein südafrikanischer Boxer im Superbantamgewicht.

## Profi
Am 31. Oktober im Jahre 1990 gab er erfolgreich sein Profidebüt. Am 29. Mai des Jahres 1999 wurde er Weltmeister der IBF, als er John Michael Johnson durch einstimmige Punktentscheidung besiegte. Diesen Titel verteidigte er insgesamt fünf Mal in Folge und verlor ihn im Juni 2001 an Manny Pacquiao durch technischen K. o. in Runde 6.
Im Jahre 2006 beendete er seine Karriere.